# إن إي سي إكسبريس
إن إي سي إكسبريس (The NEC Express5800/1000 series) هو حاسوب صدر سنة 2006 من شركة إن إي سي اليابانية. 
التصنيف ذاكرة مشتركة SMبتقنية SMP(UMA). مكون من 4 كتل من المعالجات المرتبطة مع بعضها البعض من خلال Flat Crossbar
يوجد منه نوعين :
1)1320Xf
دور الساعة 1.6 GHz
عدد المعالجات 32
الأداء للكتلة الواحدة 6.4 GFlop/s
الأداء الكلي 409.6 GFlop/s
الذاكرة الرئيسية Less than 512 GB
2) 1160Xf
دور الساعة	1.6 GHz	
عدد المعالجات	16	
الأداء للكتلة الواحدة	6.4 GFlop/s
الأداء الكلي	204.8 GFlop/s
الذاكرة الرئيسية	Less than 256 GB	
سعة الحزمة في شبكة الاتصال تساوي 6.4 GB/s لكن الشركة لم تصرح عن سعة الحزمة بين المعالج والذاكرة ضمن الكتل الواحدة.
يصنف معالج الجهاز بذاكرة موحدة الوصول مع أنه فعليا بنية ذاكرة غير موحدة الوصول (ccNUMA) بمعامل NUMA منخفض.